# Agnès Canna-Ferina
Pour les articles homonymes, voir Canna.
 (janvier 2016).
Agnès Canna-Ferina est une lutteuse française.
Aux Championnats d'Europe, elle remporte la médaille de bronze en lutte féminine dans la catégorie des moins de 53 kg en 1993 à Ivanovo.